# Лучове
Лучове́ (до 1948 року — Саргил, крим. Sarğıl) — село Феодосійського району Автономної Республіки Крим.
Розташоване на заході району.
Відстань від райцентру до населеного пункта становить 48 кілометрів по прямій.